# سپاه ۱۲ (بریتانیا)
سپاه دوازدهم بریتانیا (انگلیسی: XII Corps) سپاه پیاده‌نظام نیروی زمینی بریتانیا بود، که در سال ۱۹۱۹ تأسیس شد و در سال ۱۹۴۵ منحل گردید.
سپاه دوازدهم یکی از سپاه‌های ارتش بریتانیا بود که در جنگ جهانی اول و جنگ جهانی دوم جنگید. در جنگ جهانی اول، این سپاه بخشی از نیروی سالونیکای بریتانیا در جبهه مقدونیه را تشکیل می‌داد. در جنگ جهانی دوم، در طول عملیات اورلرد و متعاقب آن، لشکرکشی شمال غربی اروپا در سال‌های ۱۹۴۴ تا ۱۹۴۶، بخشی از ارتش دوم بریتانیا را تشکیل می‌داد.